# Microporella crustula
Microporella crustula is een mosdiertjessoort uit de familie van de Microporellidae. De wetenschappelijke naam van de soort is voor het eerst geldig gepubliceerd in 2011 door Hayward & Winston.